# Gówno
Gówno – zespół muzyczny powstały w sierpniu 2009. Założycielami byli Piotr Kaliński, Tomek Pawluczuk i Maciek Salamon do których później dołączył Adam Witkowski. W listopadzie 2009 roku Piotr Kaliński opuścił Polskę, a w grudniu do zespołu dołącza Marcin Bober uzupełniając w ten sposób skład o instrument basowy. Członkowie składu głównie wywodzą się z absolwentów gdańskiej Akademii Sztuk Pięknych, tworzą też liczne projekty poza zespołem takie jak: – Hatti Vatti, Trupa Trupa, Efektvol, Samorządowcy, Loyal Plastic Robot, Nagrobki. Muzyka zespołu to fuzja punka, black metalu i noise’u, którą sami określają jako „rodeo punk”. Gówno gra wiele koncertów w całej Polsce. W 2013 występują na głównej scenie OFF Festivalu. Rok 2015 to duża aktywność projektów członków zespołu poza Gównem, która w konsekwencji prowadzi do rozwiązania składu. W tym roku powstaje też dokument „Podróż na Hel, czyli Gówno w pytaniach Make Life Harder” który przedstawia tarcia w zespole i zapowiada rozwiązanie. W 2018, pomimo tego, że zespół jest rozwiązany, biorą udział w serialu „1983”, wykonując utwór „Świat, w którym żyję, nie podoba się mi”.

## Dyskografia
Albumy
- „To Nie Jest Kurwa Pink Floyd” (wydawnictwo własne, 2009)
- „Czarne Rodeo” (Qulturap, 2012)

## Członkowie
Członkowie
- Adam Witkowski – gitara
- Maciej Salamon – wokal, teksty
- Marcin Bober – bas
- Piotr Kaliński – gitara
- Tomek Pawluczuk – perkusja